# 迎光乡
迎光乡，是中华人民共和国湖南省邵陽市新邵县下辖的一个乡镇级行政单位。迎光乡在1952年之前屬新化縣最南處，通湘語新化話。迎光乡在梅山山脈的南沿，在隆回縣、新化縣、新邵縣三縣交界處。

## 行政区划
迎光乡下辖以下地区：
大坻村、王家冲村、叶子村、毛江村、水口村、梅山村、邱家村、迎光村、莲塘村、上沙溪村、水东村、水西村、桐木村、集中村、峰岭村、江百村、顺水村、狮塘村、江边村、黄岩村、车塘村和孟公村。